# Giro d'Italia de 1957
Giro d'Italia 1957 foi a quadragésima edição da prova ciclística Giro d'Italia (Corsa Rosa), realizada entre os dias 18 de maio e 9 de junho de 1957.
A competição foi realizada em 21 etapas com um total de 3.926 km.
O vencedor foi o ciclista italiano Gastone Nencini. Largaram 119 competidores, cruzaram a linha de chegada 79 corredores.